# منتخب لاوس تحت 21 سنة لكرة القدم
منتخب لاوس تحت 21 سنة للرجال لكرة القدم هو ممثل لاوس الرسمي في المنافسات الدولية في كرة القدم في فئة كرة قدم تحت 21 سنة للرجال .